# Шахмарданов, Ибрагим Шахмарданович
Ибраги́м Шахмарда́нович Шахмарда́нов (1915, Яргиль, Дагестанская область — 1995) — табасаранский писатель.

## Биография
После окончания Дербентского педтехникума он работал учителем в родном селе. Родился в 1915 году в селе Яргиль Хивского района.

## Творчество
Первая книга Ибрагима Шахмарданова «Истоки воды» вышла в свет в 1974 году.
Его повесть «Сон солдата» включена в программу Дагестанского государственного педагогического университета.

### Избранные сочинения
- «Истоки воды». 1974 год.
- Утренняя дорога : Сб. стихов. — Махачкала: Дагестанское книжное изд-во, 1986. — 1000 экз.
- «Сон солдата»

## Семья
Сын, Шахвелед Шахмарданов - народный поэт Дагестана.